# Bolken
Bolken (im lokalen Dialekt Bouke) ist eine politische Gemeinde im Bezirk Wasseramt des Kantons Solothurn in der Schweiz.

## Geographie
Bolken liegt auf 496 m ü. M., 10 km östlich des Kantonshauptortes Solothurn (Luftlinie). Das Dorf erstreckt sich auf einer Anhöhe westlich des Önzberges, südlich der Geländemulde des Inkwilersees, im südlichen Solothurner Mittelland.
Die Fläche des 2,1 km² grossen Gemeindegebiets umfasst einen Abschnitt der Moränenlandschaft im äusseren Wasseramt, die durch den eiszeitlichen Rhonegletscher geformt wurde. Der Gemeindeboden erstreckt sich vom Unterwald (bis 473 m ü. M.) nach Südosten über die ehemals moorige Ebene mit dem Inkwilersee bis auf die Anhöhe von Bolken, auf der nördlich von Aeschi mit 503 m ü. M. die höchste Erhebung der Gemeinde erreicht wird. Diese Anhöhe mit den Fluren Tägermoos und Turbenmoos bildet die westliche Fortsetzung des Önzbergs. Auch der westliche Teil des Inkwilersees sowie die Hälfte des Inselchens gehören zu Bolken. Von der Gemeindefläche entfielen 1997 10 % auf Siedlungen, 22 % auf Wald und Gehölze, 66 % auf Landwirtschaft und etwas weniger als 2 % war unproduktives Land.
Zu Bolken gehört das Gehöft Längacher (465 m ü. M.) westlich des Inkwilersees am Rand des Unterwaldes. Nachbargemeinden von Bolken sind Aeschi (SO), Etziken und Subingen im Kanton Solothurn sowie Inkwil und Niederönz im Kanton Bern.

## Bevölkerung
Mit 593 Einwohnern (Stand 31. Dezember 2023) gehört Bolken zu den kleineren Gemeinden des Kantons Solothurn. Von den Bewohnern sind 95,1 % deutschsprachig, 1,8 % französischsprachig und 1,2 % sprechen Albanisch (Stand 2000). Die Bevölkerungszahl von Bolken belief sich 1850 auf 230 Einwohner, 1900 auf 265 Einwohner. Im Verlauf des 20. Jahrhunderts pendelte die Bevölkerungszahl stets im Bereich zwischen 250 und 280 Einwohnern. Erst seit 1980 wurde eine deutliche Bevölkerungszunahme verzeichnet.

## Wirtschaft
Bolken war bis in die zweite Hälfte des 20. Jahrhunderts ein vorwiegend durch die Landwirtschaft geprägtes Dorf. Noch heute haben der Ackerbau und der Obstbau sowie die Viehzucht einen wichtigen Stellenwert in der Erwerbsstruktur der Bevölkerung. Weitere Arbeitsplätze sind im lokalen Kleingewerbe und im Dienstleistungssektor vorhanden, unter anderem in einem Betrieb der Informatikbranche. In den letzten Jahrzehnten hat sich das Dorf zu einer Wohngemeinde entwickelt. Viele Erwerbstätige sind deshalb Wegpendler, die hauptsächlich in den Regionen Solothurn und Herzogenbuchsee arbeiten.

## Verkehr
Die Gemeinde liegt abseits der grösseren Durchgangsstrassen, ist aber aus der Region Solothurn leicht erreichbar. Der nächste Anschluss an die Autobahn A1 (Bern-Zürich) befindet sich rund 7 km vom Ortskern entfernt.
Am 1. Juni 1857 wurde die Eisenbahnlinie von Herzogenbuchsee nach Solothurn in Betrieb genommen; der Bahnhof Inkwil lag nur wenig ausserhalb des Gemeindegebietes. Die während einiger Zeit stillgelegte Strecke ist heute reaktiviert, wird jedoch nicht von Regionalzügen befahren. Das Gemeindegebiet wird vom Önzbergtunnel unterquert, der 2004 im Rahmen von Bahn 2000 eröffnet wurde. Durch die Buslinie der BSU, welche die Strecke von Solothurn nach Herzogenbuchsee bedient, ist Bolken an das Netz des öffentlichen Verkehrs angeschlossen.

## Geschichte
Das Gemeindegebiet von Bolken war schon sehr früh bewohnt, was durch Siedlungsspuren aus dem Neolithikum auf der Insel im Inkwilersee nachgewiesen werden konnte. Die erste urkundliche Erwähnung des Ortes erfolgte erst 1429 unter dem Namen Bollikon. Später erschienen die Bezeichnungen Bollikofen (1465), Bolliken (1469) und Bolckhen (1584). Der Ortsname geht auf den althochdeutschen Personennamen Bollo zurück. Mit der Namensendung -ken (eigentlich ein Zusammenzug von -igkofen) bedeutet er so viel wie bei den Höfen der Leute des Bollo, wobei so genannte Aussiedlerhöfe gemeint sind.
Im Mittelalter unterstand Bolken der Herrschaft Aeschi. Diese gelangte 1466 an Solothurn und wurde der Vogtei Kriegstetten zugeteilt. Nach dem Zusammenbruch des Ancien Régime (1798) gehörte Bolken während der Helvetik zum Distrikt Biberist und ab 1803 zum Bezirk Kriegstetten, der 1988 offiziell in Bezirk Wasseramt umbenannt wurde. Bolken besitzt keine eigene Kirche; es gehört seit 1684 zur Pfarrei Aeschi.

## Wappen
Blasonierung
In Rot weisse aufrecht stehende Pflugschar (von unten gesehen), oben beseitet von zwei weissen fünfstrahligen Sternen